# Erase (Gorefest)
Erase è il terzo album della band olandese Gorefest. Fu pubblicato nel 1994 dalla Nuclear Blast.

## Tracce
1. Low – 5:01
2. Erase – 5:49
3. I Walk My Way – 4:33
4. Fear – 4:33
5. Seeds of Hate – 5:01
6. Peace of Paper – 4:34
7. Goddess in Black – 6:16
8. To Hell and Back – 6:23

## Formazione
- Jan-Chris de Koeijer - voce, basso
- Boudewijn Bonebakker - chitarra
- Frank Harthoorn - chitarra
- Ed Warby - batteria